# Richard Eilmann
Richard Eilmann (* 25. Mai 1893 in Gernrode; † verschollen im Februar 1944 in Griechenland) war ein deutscher Klassischer Archäologe.

## Leben
Richard Eilmann besuchte seit 1904 die Lateinische Hauptschule der Franckeschen Stiftungen in Halle (Saale). 1913 nahm er an der Universität Halle das Studium der Theologie und Philologie auf, musste dies jedoch 1914–1918 zur Teilnahme am Ersten Weltkrieg unterbrechen. Danach studierte er in Halle weiter Klassische und Deutsche Philologie und wandte sich dann bei Carl Robert immer mehr der Altertumswissenschaft zu. Bei Roberts Nachfolger Georg Karo war er Hilfsassistent, dieser ermöglichte ihm im Herbst 1927 auch die Teilnahme an der Grabung in Tiryns. 1928 wurde er an in Halle mit der Dissertation Labyrinthos. Ein Beitrag zur Geschichte einer Vorstellung und eines Ornamentes promoviert. 1929/30 war er Reisestipendiat des Deutschen Archäologischen Instituts.
Danach bearbeitete er in der Fortsetzung der Forschungen von Werner Technau für die Ausgrabung des Deutschen Archäologischen Instituts im Heraion von Samos die frühgriechische Keramik. Zusammen mit Kurt Gebauer bearbeitete er mit einem Werkvertrag die frühattischen Vasen aus dem 1936 für die Berliner Antikensammlung erworbenen sogenannten „Aegina-Fund“. Die Publikation erschien 1938 als zweiter Band des Corpus Vasorum Antiquorum Deutschland. Vom Herbst 1938 bis Januar 1944 arbeitete er für die deutsche Ausgrabung in Olympia, auch hier war sein Forschungsgebiet die Fundkeramik. Ende Januar 1944 übergab er das Grabungshaus in Olympia an die griechische Antikenverwaltung, danach verliert sich seine Spur.

## Schriften
- Labyrinthos. Ein Beitrag zur Geschichte einer Vorstellung und eines Ornamentes. DAI, Athen 1931.
- Frühe griechische Keramik im samischen Heraion, in: Athenische Mitteilungen 58, 1933, S. 47–145.
- mit Kurt Gebauer: Corpus Vasorum Antiquorum. Deutschland 2, Berlin, Antiquarium 1. C. H. Beck, München 1938.
- Beiträge in: Emil Kunze, Hans Schleif: Bericht über die Ausgrabungen in Olympia, Band 4: 1940 und 1941, Berlin 1944